# برايان هورويتز (لاعب كرة قاعدة)
برايان هورويتز (بالإنجليزية: Brian Horwitz)‏ هو لاعب كرة قاعدة أمريكي، ولد في 7 نوفمبر 1982 في سانتا مونيكا في الولايات المتحدة.

## وصلات خارجية
- برايان هورويتز على موقعبيزبول رفرنس.كوم (الدوري الرئيسي) (الإنجليزية)
- برايان هورويتز على موقعبيزبول رفرنس.كوم (الدوري الثانوي) (الإنجليزية)
- برايان هورويتز على موقع مشجعي الرسوم البيانية (الإنجليزية)